# 알렉시스 소프
알렉시스 소프(Alexis Thorpe, 1980년 4월 19일 ~ )는 미국의 배우이다.
뉴포트비치에서 태어났다.

## 출연 작품
- 더 언라이클리즈 (2015년)
- 나이트메어 시티 2035 (2007년)
- 맨 프럼 어스 (2007년) - 린다 머피 역
- 프리티 쿨 (2006년)
- 플레지 디스! (2006, National Lampoon's Pledge This!) - 모건 역
- 다크 섀도우 (2005년)
- 아메리칸 파이 3 - 아메리칸 웨딩 (2003년)
- 사막의 뱀파이어 (2001년)

### 텔레비전
- 더 영 앤 더 레스트리스 (2000-02)
- 우리 생애 나날들 (2002-05)